# Morlaàs
Morlans (occità) o Morlaàs (francès) és una comuna bearnesa al departament dels Pirineus Atlàntics, a la regió de la Nova Aquitània. És a 12 quilòmetres de Pau. El 1999 tenia 3.658 habitants, amb una densitat de 235 hab/km². Les seves terres estan banyades pel Luy de Bearn i el Luy de France, afluents del Luy.

## Demografia

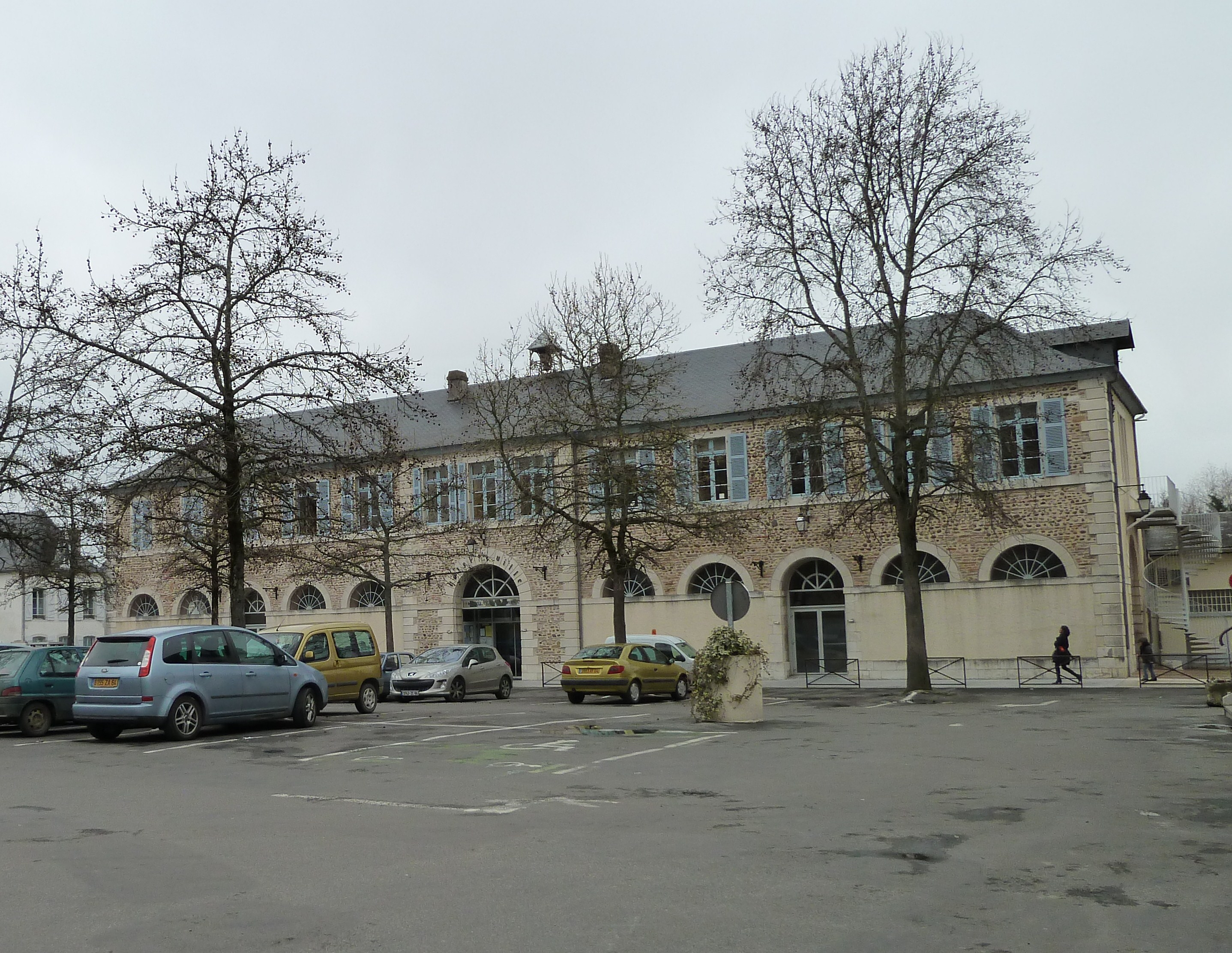
Alcaldia de Morlans

| Evolució de la població |       |       |       |       |       |       |       |       |
| 1793                    | 1800  | 1806  | 1821  | 1831  | 1836  | 1841  | 1846  | 1851  |
| 1 686                   | 1 624 | 1 733 | 1 457 | 1 806 | 1 864 | 1 836 | 1 864 | 1 776 |

| 1856  | 1861  | 1866  | 1872  | 1876  | 1881  | 1886  | 1891  | 1896  |
| ----- | ----- | ----- | ----- | ----- | ----- | ----- | ----- | ----- |
| 1 721 | 1 681 | 1 624 | 1 607 | 1 483 | 1 561 | 1 547 | 1 534 | 1 444 |

| 1901  | 1906  | 1911  | 1921  | 1926  | 1931  | 1936  | 1946  | 1954  |
| ----- | ----- | ----- | ----- | ----- | ----- | ----- | ----- | ----- |
| 1 467 | 1 519 | 1 483 | 1 283 | 1 272 | 1 259 | 1 223 | 1 187 | 1 326 |

| 1962  | 1968  | 1975  | 1982  | 1990  | 1999  | 2006 | 2011 | 2016 |
| ----- | ----- | ----- | ----- | ----- | ----- | ---- | ---- | ---- |
| 1 329 | 1 478 | 1 913 | 2 411 | 3 094 | 3 658 | -    | -    | -    |

| 2019 | - | - | - | - | - | - | - | - |
| ---- | - | - | - | - | - | - | - | - |
| -    | - | - | - | - | - | - | - | - |

## Història
Morlans va ser la capital del vescomtat de Bearn durant els segles xi i xii, després de la destrucció de Lescar durant el segle ix en mans dels normands. D'aquesta època data l'església de Santa Fe, iniciada el 1080 en temps del vescomte Cèntul V de Bearn. Es tracta d'un important monument d'estil romànic del qual avui en dia se'n conserva la façana.

## Administració
| Període      | Identitat      | Partit |
| ------------ | -------------- | ------ |
| 1989-2008    | André Périsser |        |
| des del 2008 | Dino Forté     |        |